# 메네도르프
메네도르프(독일어: Männedorf)는 스위스 취리히주의 마일렌구에 있는 자치체이다.

## 역사
취리히 호수를 따라 있는 다른 모든 마을과 마찬가지로 고고학적 발견은 석기 시대의 정착지를 나타낸다. 최초의 정착지는 7세기 또는 8세기로 거슬러 올라간다. 마니도르프라는 이름 (‘Manno의 마을’, 개인 이름, 아마도 귀족)은 933년에 언급되었다. 문장의 외투에 있는 황금색 배경에 직립한 수달은 중세 총독 에버하르트 오티콘의 수달에서 파생된 것이다.
이 마을에는 원래 어부, 농부, 포도주 양조업자가 있었다. 메네도르프는 한때 페퍼스 수도원 소유였다. 나중에 1405년부터 1798년까지 취리히 영지의 고향으로 발전했다. 1894년 취리히에서 라퍼스빌까지 취리히호 우안 철도가 개통된 후 마을에 꽃이 피었다. 수공예, 무역 및 산업의 많은 사업이 설립되었다. 가장 주목할만한 것은 제혁소, 오르간 제작 및 정밀 역학일 것이다. 또한 제분소, 대장간, 대중목욕탕, 게스트하우스가 증가하고 있었다.
오늘날까지 메네도르프는 이 지역의 모든 마을과 마찬가지로 취리히 광역권의 일부가 되었다.

## 지리

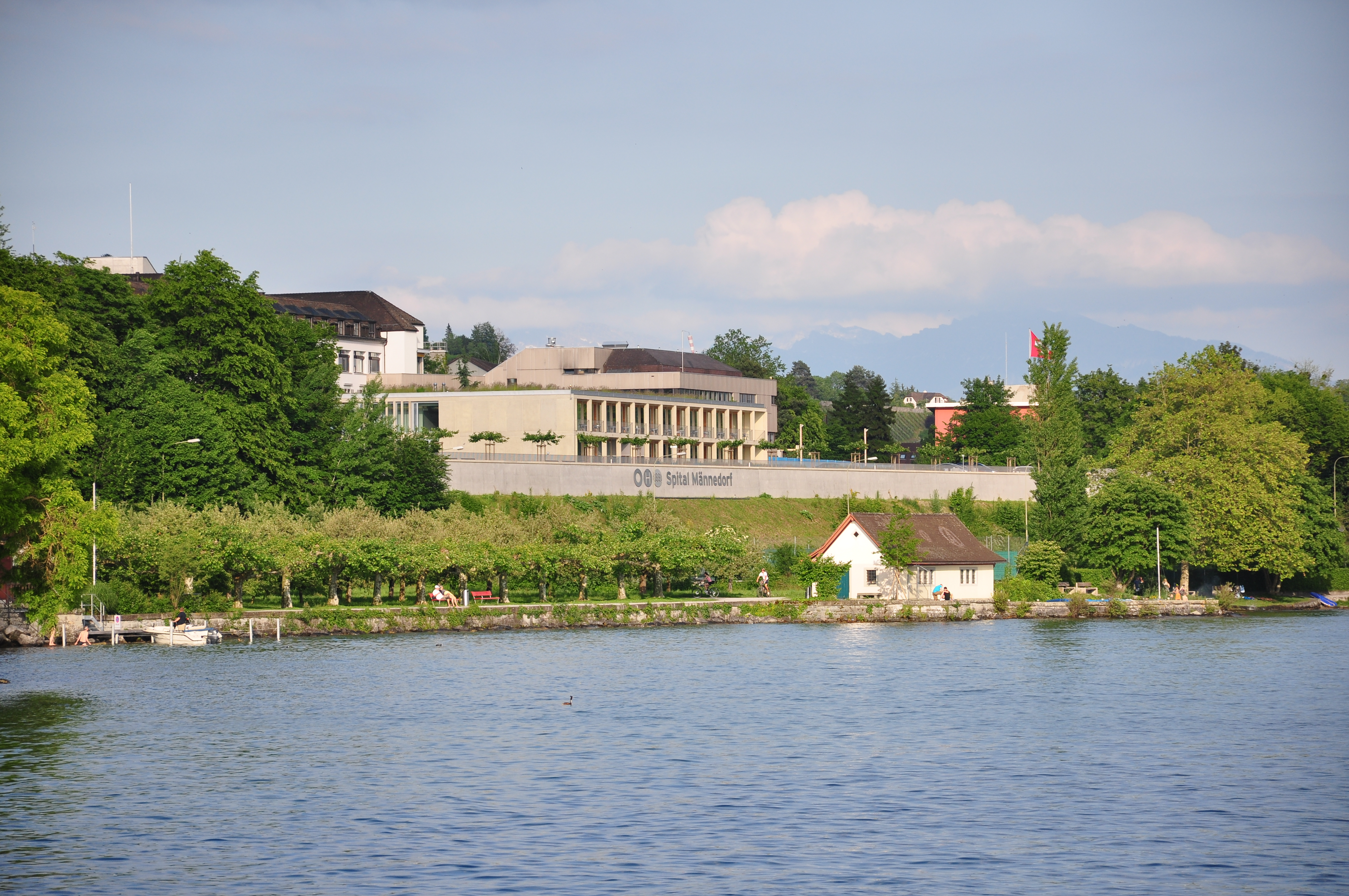
지역 병원

메네도르프의 면적은 4.8k㎡이다. 이 면적 중 34.1%는 농업용으로 사용되며, 24.8%는 산림이다. 나머지 토지 중 40.6%는 정착지(건물 또는 도로)이고 나머지(0.4%)는 비생산적(강, 빙하 또는 산)이다. 1996년 주택과 건물이 전체 면적의 28.5%를 차지했고 교통 인프라가 나머지(12.3%)를 차지했다. 전체 비생산 지역 중 물(시냇물과 호수)은 면적의 0%를 차지했다. 2007년 현재 전체 시가지의 47%가 어떤 유형의 건설을 진행 중이다.
파넨슈틸 지역의 취리히호 북안에 위치하고 있다. 현지 방언으로 메니도르프(Männidorf)라고 한다.

## 인구통계
2020년 12월 31일 기준, 메네도르프의 인구는 11,397명이다. 2007년 기준으로 전체 인구의 17.0%가 외국인이다. 2008년 기준으로 인구의 성별 분포는 남성 48.3%, 여성 51.7%이다. 지난 10년 동안 인구는 26.7%의 비율로 증가했다. 2000년 기준, 인구 대부분인 88.0%가 독일어를 사용하며, 이탈리아어가 두 번째로 많이 사용(2.6%)하고, 영어가 세 번째(1.5%)이다.
2007년 선거에서 가장 인기 있는 정당은 29.6%의 득표율을 기록한 SVP였다. 다음으로 가장 인기 있는 세 정당은 SPS (17.5%), FDP (15.1%), CVP (13%)였다.
2000년 기준, 인구의 연령 분포는 어린이와 청소년(0~19세)이 전체 인구의 19.9%, 성인(20~64세)이 62.4%, 노인(64세 이상)이) 17.8%를 차지한다. 인구의 약 82.5%(25-64세)가 필수가 아닌 고등교육 또는 추가 고등교육(대학 또는 응용학문대학)을 완료했다. 메네도르프에는 3,806세대가 있다.
메네도르프의 실업률은 1.94%이다. 2005년 현재 1차 경제 부문에 94명이 고용되어 있으며, 이 부문에 약 20개 기업이 참여하고 있다. 1,119명이 2차 부문에 고용되어 있고 이 부문에 63개의 기업이 있다. 2,404명이 3차 부문에 고용되어 있으며, 이 부문에는 308개의 기업이 있다. 2007년 기준 노동인구의 27.7%가 상근직이고 72.3%가 파트타임직이다.

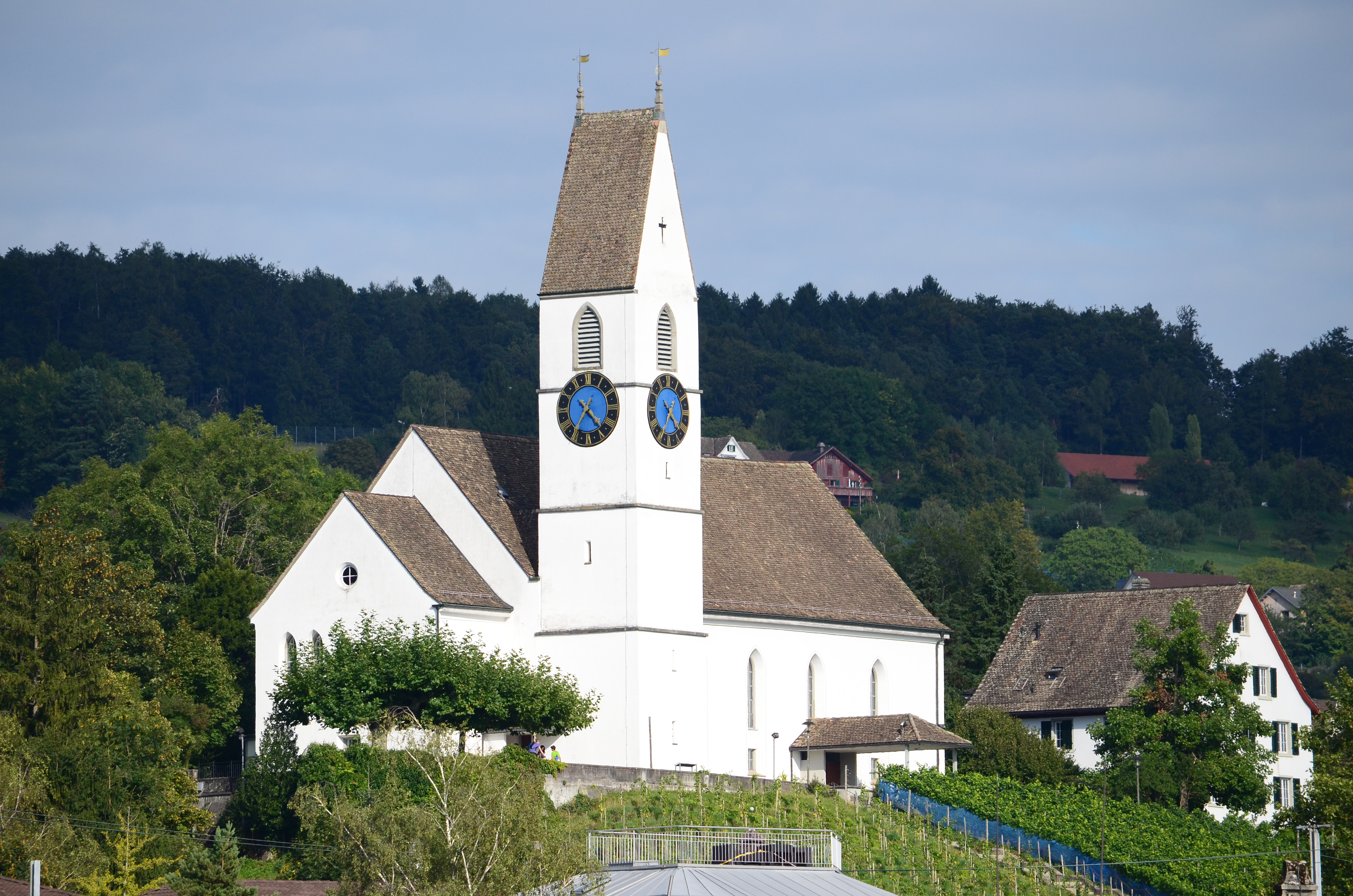
메네도르프 개혁 교회

2008년 기준으로 메네도르프에는 2,606명의 가톨릭 신자와 4,284명의 개신교 신자가 있었다. 2000년 인구 조사에서 종교는 몇 가지 더 작은 범주로 분류되었다. 인구 조사에서 50.2%는 어떤 종류의 개신교였으며, 46.6%는 스위스 개혁 교회에 속했고 3.6%는 다른 개신교 교회에 속했다. 인구의 25.6%가 가톨릭 신자였다. 나머지 인구 중 0%는 이슬람교, 4.9%는 다른 종교(목록에 없음), 3.5%는 무교, 14.9%는 무신론자 또는 불가지론자였다.
역사적 인구는 다음 표에 나와 있다.
| 년도 | 인구  |
| ---- | ----- |
| 1799 | 2,166 |
| 1850 | 2,382 |
| 1900 | 2,902 |
| 1950 | 4,396 |
| 2000 | 8,348 |

## 교통

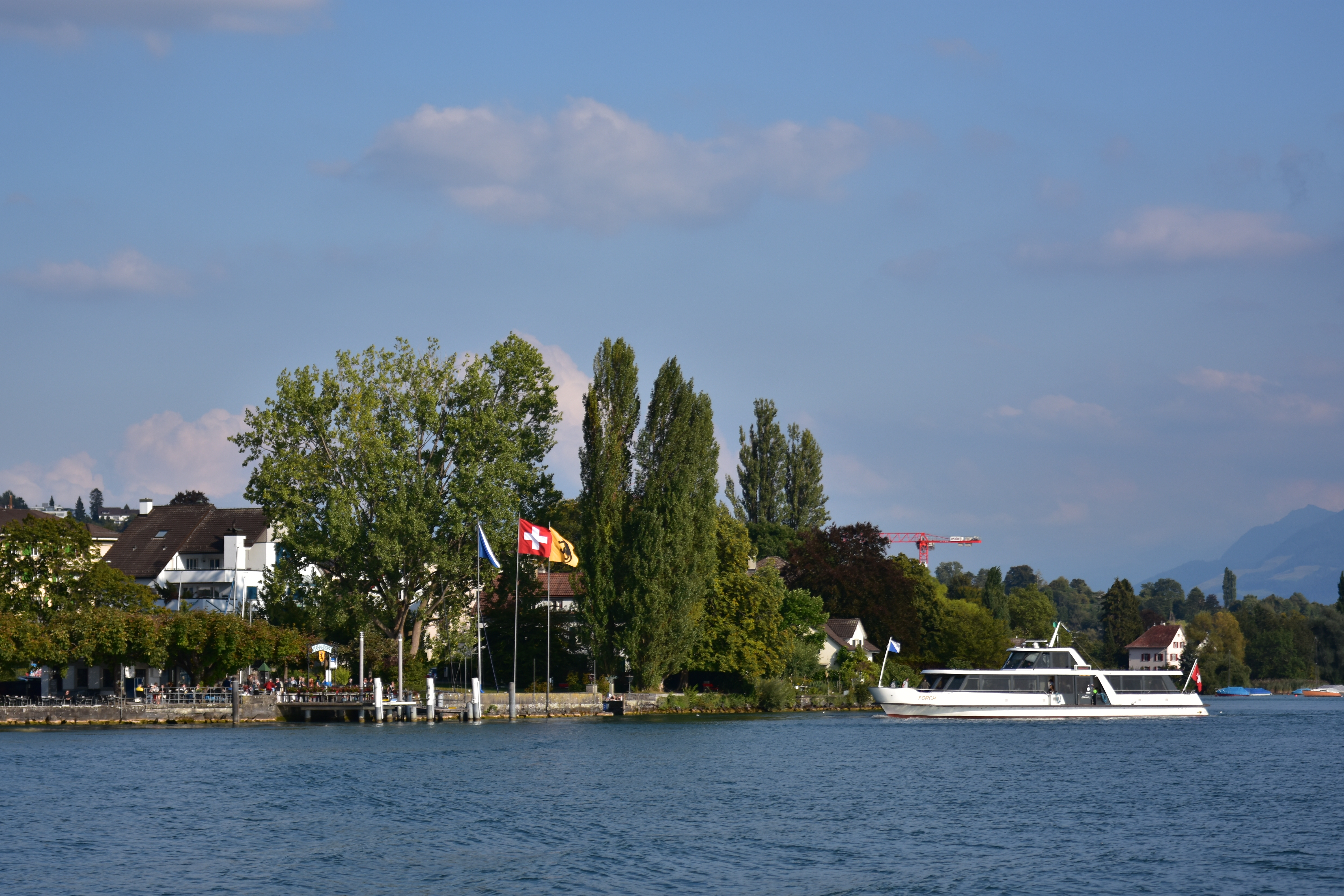
메네도르프의 취리히호 해운 선착장

메네도르프역은 취리히 S-반의 S7 노선을 이용하며, 취리히 중앙역과 라퍼스빌까지 시간당 두 대의 열차를 운행한다. 취리히까지의 여행 시간은 약 25분이며, 라퍼스빌까지는 다소 짧다.
여름에 메네도르프는 취리히호 해운 (ZSG)가 운영하는 취리히와 라퍼스빌 사이의 정기 선박 서비스와 다양한 호숫가 마을에 기항하는 서비스를 제공한다. 같은 회사에서 1년 내내 매시간 운영하는 여객 페리가 메네도르프와 호수 반대편의 베덴스빌을 연결한다. 기차역과 착륙 무대는 도보로 약 5분 거리에 있다.
지역 버스 서비스는 취리히제와 오버란트 통운 (VZO) 버스 회사에서 운영한다.